# Schwanden
Schwanden fue hasta el 31 de diciembre de 2010 una comuna suiza del cantón de Glaris.
Desde el 1 de enero de 2011 es una localidad de la nueva comuna de Glaris Sur al igual que las antiguas comunas de Betschwanden, Braunwald, Elm, Engi, Haslen, Linthal, Luchsingen, Matt, Mitlödi, Rüti, Schwändi y Sool.

## Geografía
Schwanden se encuentra situada casi en el centro del cantón, en la confluencia del Sernf con el río Linth. La antigua comuna limitaba al norte con las comunas de Glaris, Schwändi, Mitlödi y Sool, al este con Engi, Matt y Elm, al sur con Elm, y al oeste con Haslen y Luchsingen.

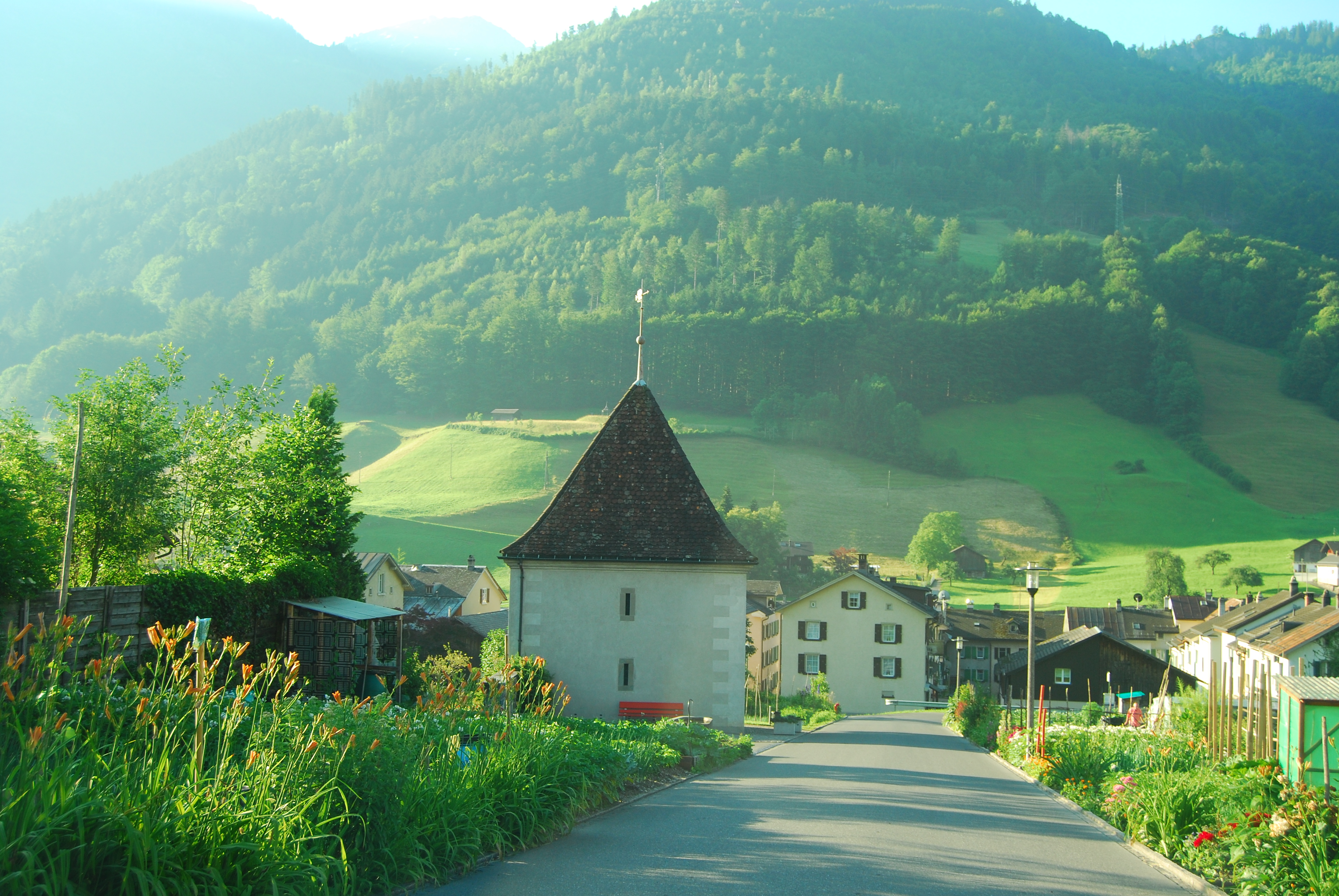
Torre de la Pólvora, Schwanden.

## Transportes
Ferrocarril
La localidad cuenta con conexiones ferroviarias directas con las principales localidades del cantón, así como con Zúrich.